# Oedaleonotus lassiki
Oedaleonotus lassiki is een rechtvleugelig insect uit de familie veldsprinkhanen (Acrididae). De wetenschappelijke naam van deze soort is voor het eerst geldig gepubliceerd door Levine.